# Vladimír Jánoš
Vladimír Janoš (* 23. listopadu 1945, Praha) je český veslař, reprezentant Československa, olympionik, který získal bronzovou medaili z Olympijských her v Mnichově 1972 v nepárové čtyřce s kormidelníkem v posádce s Marečkem, Neffem, Provazníkem a korm. Petříčkem. Pochází z Prahy, má manželku Janu, dceru Michaelu a syna Robina. Veslovat začal na pražské Slavii, vojnu strávil v Dukle a nejdelší část své kariéry vesloval v Blesku. Poté působil jako trenér. Soutěžil nejčastěji na čtyřce s kormidelníkem nebo osmě. Raritou je, že startoval ve třech olympijských finále, kde ovšem v Mexiku a Mnichově vesloval na pravou stranu od lodi, ale do Montrealu se kvůli změnám v posádce přeorientoval na stranu levou.

## Účast na OH
- LOH 1968 - 5. místo
- LOH 1972 - 3. místo
- LOH 1976 - 4. místo